# L-サッカロピンオキシダーゼ
L-サッカロピンオキシダーゼ(L-saccharopine oxidase, EC 1.5.3.18), FAP2)は、系統名をL-サッカロピン:酸素 オキシドレダクターゼ (L-グルタミン酸形成)(L-saccharopine:oxygen oxidoreductase (L-glutamate forming))という酵素である。この酵素は、以下の化学反応を触媒する。
N6-(L-1,3-ジカルボキシプロピル)-L-リシン + 水 + 酸素 {\displaystyle \rightleftharpoons } (S)-2-アミノ-6-オキソヘキサン酸 + L-グルタミン酸 + 過酸化水素
この酵素は、ピぺコリン酸の生合成に関わっている。